# TBC1D10A
TBC1D10A‏ (TBC1 domain family member 10A) هوَ بروتين يُشَفر بواسطة جين TBC1D10A في الإنسان.